# Fürstin Gloria
Die Fürstin Gloria ist ein Fahrgast-Motorschiff auf der Donau in Regensburg und konzipiert als Tagesausflugsschiff im Linienverkehr, für Themen- und Charterfahrten. Das Schiff wird von der Schifffahrt Klinger GmbH betrieben. Es verfügt über 400 Plätze, davon 200 als Innenplätze. Zugelassen sind 250 Plätze.

## Innenaufbau
Der im Salonstil gehaltene Fahrgastraum hat eine Fläche von 320 m² und ist 2,40 m hoch.

## Geschichte
Die Idee zur Fürstin Gloria entstand in den Reihen der Schifffahrt Klinger GmbH im Jahre 2010/2011. Entworfen wurde das Schiff von der Schiffswerft Bolle GmbH unter Mitwirkung von Gerhard Hellmich, dem ehemaligen Leiter der Deggendorfer Werft. Die Innenarchitektur stammt von Klaus Caspers, einem bekannten Regensburger Architekten und Künstler. Bei dem Schiff sind viele Elemente in Anlehnung an den Jugendstil entstanden.
Gebaut wurde die Fürstin Gloria in der Schiffswerft Bolle in Derben bei Magdeburg.
Von Derben nach Regensburg legte das Schiff insgesamt 1700 km in drei Wochen zurück. Die Fahrt brachte die Fürstin Gloria zuerst auf der Elbe über Hamburg und Cuxhaven in das offene Meer und dann über das IJsselmeer in das holländische Kanalsystem und von dort aus in den Rhein bzw. den Rhein-Main-Donau-Kanal.
Das Schiff wurde am 12. April 2013 von Gloria von Thurn und Taxis getauft. Schon auf der Tauffahrt wurde der Kontakt mit Alfons Schuhbeck geknüpft, der fortan öfter bei der Themenfahrt „Schubeck auf Schiff“ kochte.

## Besonderheiten
Die Aussicht aus dem Innenraum auf die Wasserfläche und Umgebung wird dadurch ausgezeichnet, dass man sich durch die großen, langgezogenen Fenster, die bis zum Fußboden reichen, direkt auf dem Wasser zu befinden scheint. Die Schiffswerft Bolle konnte schon Erfahrungen mit eben diesen langgezogenen Fenstern vorweisen, da sie bereits bei dem Schiff Sanssouci, das in der Potsdamer Gegend eingesetzt wird, solche Fenster verbaut hat.